# アレクセイ・イゴニン
アレクセイ・アンドレーエヴィチ・イゴニン（ロシア語: Алексе́й Андре́евич Иго́нин、1976年3月18日 - ）は、ロシアの元サッカー選手。現役時代のポジションはDF・MF。

## 経歴
1976年、現ロシアのサンクトペテルブルクで生まれた。1995年、地元のクラブのFCゼニト・サンクトペテルブルクと契約をし、サッカー選手としてのキャリアをスタートさせた。ゼニトでは2003年までの在籍期間で155試合に出場をした。1998年、ロシアリーグベスト33選手のMF部門で3位に選ばれるなど活躍。1999年のロシア・カップの決勝ではスタメンで出場し、FCディナモ・モスクワを3-1で降して優勝を成し遂げた。2004年、サトゥルン・ラメンスコーエへ移籍。サトゥルンではキャプテンを務め、2007年には2度目となるロシアリーグベスト33選手の守備的MF部門で3位に選ばれた。2010年、サトゥルン・ラメンスコーエが破産。2011年にFCアンジ・マハチカラに移籍した。

## 代表
1998年10月14日に行われたUEFA欧州選手権2000 (予選)のアイスランド戦に招集され、ロシア代表デビューをした。
翌月の11月18日に行われた、ブラジル戦も出場したが、それ以後、代表に招集されていない。

## 所属クラブ
- FCゼニト・サンクトペテルブルク 1995-2003
- FCチョルノモレツ・オデッサ 2003-2004
- サトゥルン・ラメンスコーエ 2004-2010
- FCアンジ・マハチカラ 2011-2012

## タイトル
- FCゼニト・サンクトペテルブルク
  - ロシア・カップ：1回 (1999)